# Gonda
Gonda là một thành phố và là nơi đặt ban đô thị (municipal board) của quận Gonda thuộc bang Uttar Pradesh, Ấn Độ.

## Địa lý
Gonda có vị trí 27°08′B 81°56′Đ / 27,13°B 81,93°Đ Nó có độ cao trung bình là 120 mét (393 feet).

## Nhân khẩu
Theo điều tra dân số năm 2001 của Ấn Độ, Gonda có dân số 122.164 người. Phái nam chiếm 55% tổng số dân và phái nữ chiếm 45%. Gonda có tỷ lệ 66% biết đọc biết viết, cao hơn tỷ lệ trung bình toàn quốc là 59,5%: tỷ lệ cho phái nam là 71%, và tỷ lệ cho phái nữ là 60%. Tại Gonda, 13% dân số nhỏ hơn 6 tuổi.